# Supercopa de la CAF 2012
La Supercopa de la CAF 2012  fue la 20.ª edición de la Supercopa de la CAF. El encuentro organizado por la Confederación Africana de Fútbol fue disputado entre el vencedor de la Liga de Campeones de la CAF y el vencedor de la Copa Confederación de la CAF.
El partido se disputó entre el ES Tunis de Túnez, campeón de la Liga de Campeones de la CAF 2011, y el Maghreb Fès de Marruecos, vencedor de la Copa Confederación de la CAF 2011, el encuentro fue disputado en el Estadio Olímpico de Radès de la ciudad de Radès, Túnez, el 25 de febrero de 20102.
Maghreb Fès ganó el partido por penales quedando 3-4, después de un empate 1–1, ganando su primer título de la Supercopa de la CAF.

## Participantes
- ES Tunis
- Maghreb Fès

## Estadio
| Lubumbashi                | Radès |
| ------------------------- | ----- |
| Estadio Olímpico de Radès | Radès |

## Partido
| 25 de febrero de 2012 | ES Tunis       | 1-1 3-4 (pen.) | Maghreb Fès     | Estadio Olímpico de Radès, Radès, |                            |
| 09:00                 | Chemmam 90+10' | Reporte        | Bourezzzouk 20' | Árbitro(s): Daniel Bennett        | Árbitro(s): Daniel Bennett |